# Santo Isidoro e Livração
Santo Isidoro e Livração es una freguesia portuguesa del municipio de Marco de Canaveses, distrito de Oporto. Según el censo de 2021, tiene una población de 1812 habitantes.

## Historia
Fue creada el 28 de enero de 2013 con el nombre de Livração, en aplicación de una resolución de la Asamblea de la República de Portugal promulgada el 16 de enero de 2013, con la unión de las freguesias de Santo Isidoro y Toutosa, pasando su sede a estar situada en la antigua freguesia de Toutosa. Esta denominación se mantuvo hasta el 25 de agosto de 2014, en que adoptó su actual nombre en aplicación de la alteración de denominación n.º 57/2014.

## Demografía
| Gráfica de evolución demográfica de Santo Isidoro e Livração entre 2011 y 2021 |
|                                                                                |
| Datos según el nomenclátor publicado por el INE portugués.                     |